# Заболотное (Глазовский район)
За́болотное — деревня в Глазовском районе Удмуртии, в составе Адамского сельского поселения.

## География
Деревня расположена на высоте 217 м над уровнем моря.
Улицы:
- Заболотновская
- Садовый переулок

## История
Впервые упоминается в писцовых книгах 1615 г., как деревня Заболотная на реке Чепце с двумя домохозяевами: Ондрюшкой Ивановым и Удешком Кузминым. В 1818 году состояла 7 хозяйства, в которых проживало 123 человека. В середине XIX века в 19 дворах деревни проживали 70 мужчин и 87 женщин.

## Население
| 2010 | 2012 | 2015 |
| ---- | ---- | ---- |
| 30   | ↗34  | ↘31  |

Национальный состав
Согласно результатам переписи 2002 года, в национальной структуре населения удмурты составляли 96 %